# Galatea (Schiff, 1885)
Galatea war eine schottische Herausforderer-Yacht (englisch challenger) im 6. America’s Cup 1886 gegen die US-amerikanische Verteidiger-Yacht (englisch defender) Mayflower.

## Konstruktion

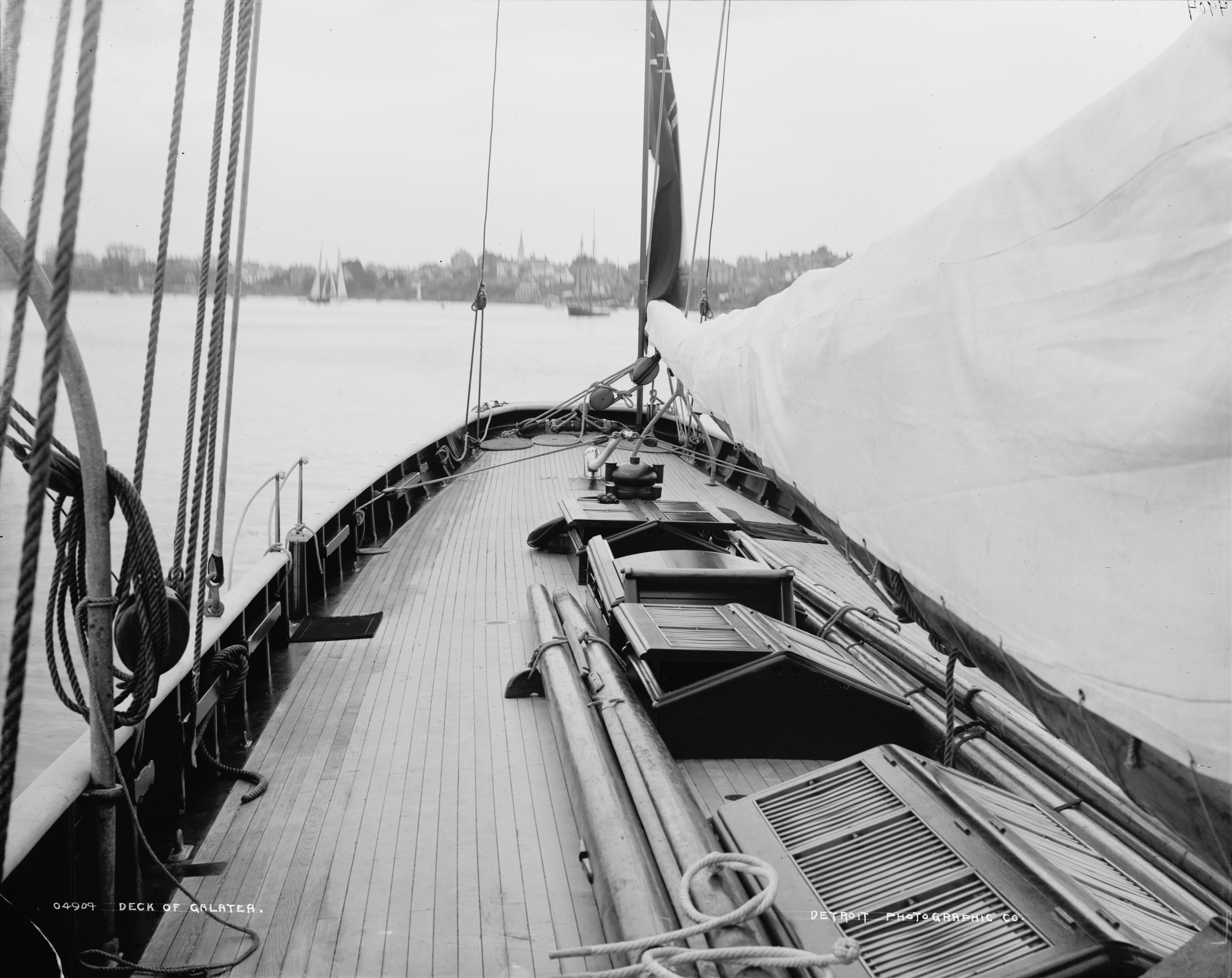
Galatea Achterdeck

Galatea war von ihrem irischen Konstrukteur John Beavor-Webb als Gaffelkutter entworfen worden und wurde 1885 für ihren Eigner Leutnant William Henn, der Mitglied im Royal Northern Yacht Club am Firth of Clyde in Schottland war, fertig gestellt. Die Yacht war ganz aus Metall gebaut worden, mit Spanten aus Stahl und einem mit Blei gefüllten Stahlkiel. Der Schiffsrumpf bestand aus genieteten Stahlplanken, der eine weiß gestrichene Bordwand hatte. Das Deck war aus Teakholz gefertigt.

## Karriere
Die Galatea hatte im Mai 1885 ihren Stapellauf. Nach einer Serie von nicht sehr erfolgreichen Rennen in ihrer ersten Regattasaison segelte der Eigner William Henn mit seiner Ehefrau im Sommer 1886 über den Atlantik nach New York City.
In den beiden Rennen des 6. America’s Cup vor New York im September 1886 verlor Galatea gegen die US-amerikanische Verteidiger-Yacht Mayflower mit 2:0. Der Pokal mit dem Spitznamen the auld mug (deutsch der alte Becher) blieb beim Veranstalter New York Yacht Club.
Während der Reise 1886 nach Amerika hatte die Galatea einen Affen an Bord mit dem Namen Peggy als Maskottchen. Der Affe erkrankte und verstarb. Er wurde in Brooklyn, NY beerdigt.
Nach der Niederlage im 6. America’s Cup forderte Leutnant William Henn den Eigner General Paine der siegreichen Mayflower zu einem privaten Revanche-Rennen heraus. Diese Wettfahrt fand im Frühling 1887 statt, in der Galatea erneut unterlag.
Galatea gewann danach den Queen’s Jubilee Cup der Regatta des Royal Nova Scotia Yacht Squadron in Halifax (Nova Scotia) am 20. August 1887.
Von 1888 bis 1894 lebte William Henn mit seiner Frau auf ihrer Yacht Galatea in Großbritannien. Nach dem Tod von Leutnant Henn im Jahr 1894 lebte seine Frau weiterhin an Bord der Yacht bis zu ihrem Tod im Jahr 1911.
Im Januar 1912 wurde Galatea an eine Abwrackwerft verkauft und abgewrackt.